# William Kurtz (hokej na travi)
William Longstreth Kurtz (18. prosinca 1917. – 16. veljače 2007.) je bivši američki hokejaš na travi. Igrao je na mjestu veznog igrača.
Sudjelovao je na hokejaškom turniru na OI 1948. u Londonu, igrajući za reprezentaciju SAD-a. SAD su izgubile sve 3 utakmice u prvom krugu, u skupini "B". Zauzele su od 5. – 13. mjesta. Kurtz je odigrao dva susreta. Te sezone je igrao za Philadelphia Field Hockey Association.

## Vanjske poveznice
- Profil na Sports-Reference.com  Arhivirana inačica izvorne stranice od 3. ožujka 2012. (Wayback Machine)